# بخش سولفتیا
بخش سولفتیا (به سوئدی: Sollefteå kommun) یک ناحیه شهرداری در سوئد است که در شهرستان وسترنورلاند واقع شده‌است.

## خواهرخوانده
شهرهای استاینکیر، Hammel Municipality و Uusikaarlepyy خواهرخوانده‌های بخش سولفتیا هستند.